# Армбрустер, Карл
Карл Армбрустер (нем. Carl Armbruster; 13 июля 1846, Андернах — 10 июня 1917, Лондон) — немецко-британский дирижёр.

## Биография
Учился в Нойвиде у Густава Флюгеля, затем в Кёльнской консерватории у Николауса Йозефа Хомпеша. С 1863 г. жил и работал преимущественно в Лондоне, женился на англичанке. Страстный поклонник музыки Рихарда Вагнера, в 1882—1884 гг. был вторым дирижёром серии вагнеровских постановок в Лондоне, осуществлённых Хансом Рихтером. Позднее дирижировал «Тристаном и Изольдой» в театре Ковент-Гарден (1892), сотрудничал с другими лондонскими театрами. В 1884—1894 гг. был одним из дирижёров Байройтского фестиваля, руководя хором и размещённым на сцене оркестром. Аккомпанировал вагнеровскому тенору Эрнесту ван Дику в ходе его гастролей по Англии и США. Выступал с лекциями, в том числе о Вагнере, по обе стороны океана; в 1899 г. был приглашён для выступления перед королевой Викторией. Под редакцией Армбрустера выходили сборники песен Ференца Листа и арий и переложений Вагнера.
В 1900 г. занял пост музыкального советника при Совете Лондонского графства, развернув обширную деятельность по организации музыкальной программы на открытых площадках и в парках Лондона. Уже в 1903 году пресса отмечала, что Армбрустеру удалось не только довести число таких публичных концертов до 1200 за сезон, но и заметно поднять их уровень, так что рабочие из бедных районов с удовольствием слушают Вагнера. К 1910 году под началом Армбрустера были три оркестра (два военных и один струнный) на штатной основе, и около 90 различных составов привлекались к выступлениям сдельно, с общим годовым бюджетом 12.500 фунтов стерлингов.
Дочь Армбрустера Вайолет на протяжении 1890-х гг. выступала, без особого успеха, как оперная певица. Сын — лингвист Чарлз Хьюберт Армбрустер.